# Neoherminia lojanalis
Neoherminia lojanalis là một loài bướm đêm trong họ Noctuidae.